# Laura Orvieto
Laura Cantoni Orvieto (Milán, 7 de marzo de 1876-Florencia, 9 de mayo de 1953) fue una escritora italiana de literatura infantil.

## Biografía
De familia judía, se casó en 1899 con su primo, el poeta Angiolo Orvieto, fundador del periódico Il Marzocco, donde colaboró como Marginalia. Había pasado casi toda su infancia y adolescencia en Milán con sus padres, ciudad que le dedicó una calle en 2016.
Ayudó en varias asociaciones culturales y caritativas.
Durante la Segunda Guerra Mundial, se refugió en casa del Padre Massimo da Porretta de Mugello, y tras la guerra escribió para La Settimana dei ragazzi.

## Obra
- Leo e Lia. Storia di due bimbi italiani con una governante inglese, 1909
- Storie della storia del mondo. Greche e barbare, 1911
- Principesse, bambini e bestie, 1914
- Sono la tua serva e tu sei il mio Signore. Così visse Florence Nightingale, 1920
- Beppe racconta la guerra, 1925
- Storie della storia del mondo. Il natale di Roma, 1928
- Storie della storia del mondo. La forza di Roma, 1933
- Storie di bambini molto antichi, 1937